# 5-Bromouracile
Le 5-bromouracile (5-BrU) est un dérivé bromé de l'uracile agissant comme antimétabolite ou analogue de base nucléique à la place de la thymine dans l'ADN susceptible d'induire des mutations de la même manière que la 2-aminopurine. On l'utilise essentiellement comme mutagène expérimental, mais son dérivé désoxy, la bromodésoxyuridine, est utilisé comme antinéoplasique.
Le 5-bromouracile possède trois tautomères qui ont des propriétés d'appariement différentes. La forme céto est complémentaire de l'adénine, tandis que l'une des formes énol est complémentaire de la guanine :

Appariement des tautomères céto et énol du 5-bromouracile dans l'ADN.

Il en résulte que le 5-bromouracile est susceptible de s'apparier aussi bien avec l'adénine qu'avec la guanine selon son état tautomérique au moment de la réplication, ce qui introduit des mutations au gré des réplications.